# 에페소스 학파
에페소스 학파는 모든 우주의 존재가 불이라 생각했던 고대 그리스 철학자 에페소스의 헤라클레이토스의 철학적 사상을 의미한다. 그에 따르면, 존유는 하나의 물질이나, 동시에 그는 그 세계의 지속적인 변화를 인정한다. 아르케요소 (불)의 운동은 심지어 화성 과정의 최종 결과라고 해도, 불협화음과 부조화이다.